# Last Horizon
Last Horizon is een gitaarsolo geschreven door Queen-gitarist Brian May. Het is uitgebracht op single van het album Back to the Light en verbleef twee weken in de UK Singles Chart, met als hoogste positie #51. May speelt het nummer sinds het uitkwam op elk concert. Het is een langzame, schrijnende solo met een trieste toon.